# Малошовковниківська сільська рада
Ма́лошовко́вниківська сільська рада (рос. Малошелковниковский сельский совет) — сільське поселення у складі Єгор'євського району Алтайського краю Росії.
Адміністративний центр — село Мала Шовковка.

## Населення
Населення — 656 осіб (2019; 760 в 2010, 922 у 2002).

## Склад
До складу сільської ради входять:
| Населений пункт     | Населення, осіб (2002) | Населення, осіб (2010) |
| ------------------- | ---------------------- | ---------------------- |
| Долино, селище      | 72                     | 48                     |
| Мала Шовковка, село | 850                    | 712                    |